# Andi Meister
Andi Meister (* 17. November 1938 in Lüganuse) ist ein estnischer Ingenieur und Politiker.

## Leben
Andi Meister schloss 1962 sein Ingenieur-Studium am Polytechnischen Institut in Tallinn im Bereich Verkehrswege und Brückenbau ab.
Anschließend war er unter anderem bei der Verkehrswege-Verwaltung von Kohtla-Järve und dem Ministerium für Autotransport und Verkehrsinfrastruktur der Estnischen SSR beschäftigt.
Anfang 1990 schloss sich Meister der demokratischen Unabhängigkeitsbewegung Estlands an, die freie Wahlen und die Loslösung von der Sowjetunion forderte. Von 1990 bis 1992 leitete Meister die Abteilung Internationale Beziehungen im Ministerium für Transport und Infrastruktur der Republik Estland. 1992 wechselte er kurzzeitig in die estnische Staatskanzlei.
Von Oktober 1992 bis November 1994 war Andi Meister Verkehrs- und Infrastrukturminister im Kabinett von Ministerpräsident Mart Laar. Dasselbe Amt hatte er von November 1994 bis April 1995 in der Koalitionsregierung unter Ministerpräsident Andres Tarand inne. Meister gehörte der „Partei der nationalen Unabhängigkeit Estlands“ (Eesti Rahvusliku Sõltumatuse Partei – ERSP) an.
Am 28. September 1994, während Meisters Zeit als Verkehrsminister, sank das Fährschiff Estonia auf der Fahrt von Tallinn nach Stockholm. Mehr als 850 Menschen kamen bei der Katastrophe ums Leben. Meister wurde nach dem Unglück Vorsitzender der ersten estnisch-finnisch-schwedischen Untersuchungskommission, die die Ursachen für den Untergang ergründen sollte. Dieses Amt hatte er bis 1996 inne. Er verarbeitete seine Eindrücke in dem Buch Lõpetamata logiraamat. Mayday Estonia III, das 1997 in Tallinn erschien.

## Privatleben
Andi Meister ist seit 1993 in zweiter Ehe mit Ingrid Luik verheiratet.